# Keszeg

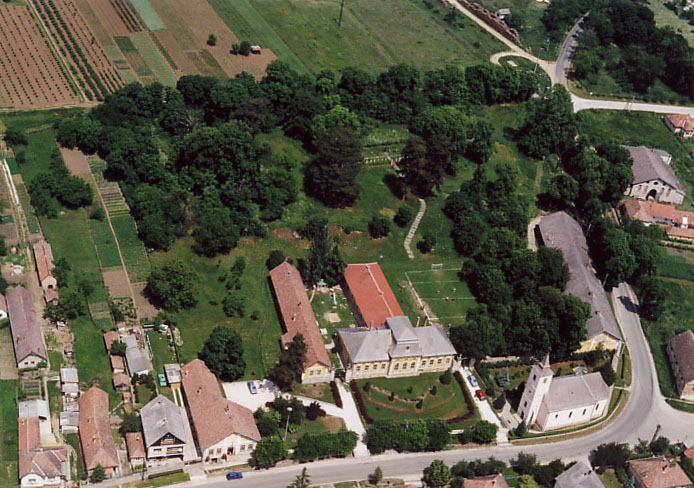
pałac w Keszeg z lotu ptaka

Keszeg – wieś i gmina w północnej części Węgier, w pobliżu miasta Rétság. Miejscowość leży na obszarze Średniogórza Północnowęgierskiego, w pobliżu granicy ze Słowacją. Administracyjnie należy do powiatu Rétság, wchodzącego w skład komitatu Nógrád.
Gmina Keszeg zajmuje obszar 9,95 km²; w 2009 roku liczyła 702 mieszkańców.